# Saint-Laurent-la-Gâtine
Saint-Laurent-la-Gâtine – miejscowość i gmina we Francji, w Regionie Centralnym, w departamencie Eure-et-Loir.
Według danych na rok 1990 gminę zamieszkiwało 347 osób, a gęstość zaludnienia wynosiła 50 osób/km² (wśród 1842 gmin Regionu Centralnego Saint-Laurent-la-Gâtine plasuje się na 800. miejscu pod względem liczby ludności, natomiast pod względem powierzchni na miejscu 1285.).